# Cardoso Moreira
Pour les articles homonymes, voir Cardoso et Moreira.
Cardoso Moreira est une ville de l'État de Rio de Janeiro au Brésil. La ville comptait 12 540 habitants en 2010 et sa superficie est de 514,882 km2.

## Maires
| Période | Période | Identité              | Étiquette | Qualité |
| ------- | ------- | --------------------- | --------- | ------- |
| 2009    | 2012    | Gilson Nunes Siqueira | PP        |         |